# 允嵐
允嵐（英語：Kirby Kuo，1984年10月25日—），台灣模特兒、演員。2006年以“可比”為藝名從網拍模特兒出道，曾獲得Yahoo！奇摩拍賣「麻豆女王」冠軍，日後與陳泱瑾、謝琦琦與張芝瑋等人並列「網拍十三姬」（又名「奇摩十三姬」）。當時頗具知名度的允嵐因此進入《我愛黑澀會》，更與洪詩兩人以《我愛黑澀會》的美眉身分參與戲劇節目《我要變成硬柿子》演出，正式進入戲劇圈。

## 演出作品

### 節目主持
| 年份   | 頻道       | 節目名稱 | 備註       |
| 2013年 | TVBS歡樂台 | 解碼星聞 | 外景主持人 |

### 電影
| 年份   | 劇名     | 角色 | 合作藝人               | 性質 |
| 2014年 | 《想飛》 |      | 張睿家、許瑋甯、庹宗華 | 客串 |

### 電視劇
| 播出時間                     | 播出頻道   | 劇名               | 角色            | 合作藝人                                           | 性质 |
| 2007年7月11日－2007年8月10日 | 華視       | 《我要變成硬柿子》 | 卓芬芳          | 楊銘威、王心如、陳德烈、陳意涵、洪詩、李易、高以翔 |      |
| 2015年7月28日－2015年8月28日 | 愛奇藝     | 《澀世紀傳說》     | 柯柯            | 陳奕、蔡黃汝、沈建宏、羅震環、黃仁德               |      |
| 2018年                       | TVBS歡樂台 | 《翻牆的記憶》     | 崔思瑤（Tracy） | 何潤東、楊晴、陳怡蓉                               |      |

### 音樂錄影帶
| 年份   | 曲名           | 專輯         | 歌手/演奏者  | 備註                                          |
| 2012年 | 《華麗進行曲》 | 《24個比利》 | 潘瑋柏       | MV女主角                                      |
| 2015年 | 《最美的告白》 | ---          | 允嵐、盧芃宇 | 電視劇《澀世紀傳說》插曲 （當時藝名為郭思辰） |

### 廣告
| 年份   | 品牌                 | 備註             |
| ------ | -------------------- | ---------------- |
| 2007年 | 可口可樂好拿手曲線瓶 |                  |
| 2011年 | 台北富邦財神樂瘋趴   | 與莫允雯共同拍攝 |

### 走秀作品
2012年－2014年 SUPER GIRLS FESTA 最強美少女盛典

### 平面網拍作品
- VOGUE
- BEAUTY
- MINA
- 愛女生
- 女人我最大
- Grace Gift
- CHOC
- AMI
- Star MINI
- MISS7
- YOUNG

### 演唱會VCR
2014年 S.H.E 《2gether 4ever演唱會安可場》

## 外部連結
- Kirby允嵐的Facebook專頁
- 允嵐Kirby的Instagram帳戶
- 允嵐Kirby的新浪微博
- Kirby允嵐的個人網站